# Idaea basicostalis
Idaea basicostalis là một loài bướm đêm trong họ Geometridae.